# Huitebuersterbûtenpolder
De Huitebuersterbûtenpolder is een buitendijkse polder van 52 hectare tussen Nijemirdum en Oudemirdum. De hoge zandkoppen aan de zuidzijde vallen op, evenals de  schrale begroeiing. De Bûtenwallen behoren eveneens tot dit gebied aan de Sânfeartsdyk ten zuiden van Nijemirdum. Het beheer door It Fryske Gea is erop gericht om door de verschraling van het gebied zeldzame plantensoorten terug te laten keren.

## Duintjes in de polder
De Zuiderzeeduintjes zijn hoge koppen die in een grote bocht van het IJsselmeer liggen. Sommige planten zijn nog uit de tijd van de Zuiderzee toen de grond nog zout was: kruldistel en klaversoorten als hazepootje, kleine en liggende klaver. De gestreepte klaver en zeedistel zijn door de Gelderse IJssel aangevoerd en in Gaasterland tot wasdom gekomen. 
In de Huitebuersterbûtenpolder komen veel kolganzen, brandganzen en rietganzen voor. Sneeuwgorzen en strandleeuweriken verblijven er in kleinere groepen. In de herfst aarzelen veel trekvogels om het brede water naar de Noordoostpolder over te steken en vormen dan grote groepen in de Huitebuersterbûtenpolder. In bos en weiland wemelt het dan van tapuiten, koperwieken, leeuweriken en soms velduilen. 
Langs de polderraden leven veel vlinders en libellen. Ook de vos wordt er gesignaleerd.
Aeltsjemar
· De Alde Feanen
· Bakkeveense Duinen
· Bancopolder
· Bekhofschaans
· Bjirmen
· Blauhúster Puollen
· Bocht fan Molkwar
· Botmar
· Bouwepet
· Buismans Einekoai
· Bûtenfjild
· Van Coehoornbosk
· Delleboersterheide
· Diakonieveen
· Dobbe Stienser Aldlân
· Dobben Hurdegarypsterwarren
· Dunegeaster- en Follegeasterpolder
· Dyksfearten
· Eanjumerkolken
· Easterskar
· Einekoai Piaam
· Einekoaien Lytse Geast
· De Fluezen
· Grikelân en Turkije
· Grutte Wielen
· Heide Hulstreed
· De Hon
· Huitebuersterbûtenpolder
· Joodse begraafplaats Tacozijl
· Joodse begraafplaats Noordwolde
· Kapellepôle
· Ketelermar
· Ketliker Skar
· Kobbelân
· Lendebos
· Lindevallei
· Liphústerheide
· Makkumersúdmar
· Makkumerwaarden
· Mandefjild
· Martenastate
· Meulebos
· Meulereed
· Mokkebank
· Mûntsebuorsterpolder
· Noard-Fryslân Bûtendyks
· 't Oerd
· Ottema Wiersma reservaat
· Park Huize Olterterp
· Park Jongemastate
· Peazemerlannen
· Petgatten De Feanhoop
· Polders Koarnwert
· Ringwiel
· Rysterbosk
· De Ryp
· Schaopedobbe
· Séfonsterpolder
· Sippen-finnen
· Skiedingsboskje
· Slachtedyk
· Steile Bank
· Stokersdobbe
· Sudermarpolder
· Syp Set
· Taconisbosk
· Tsjongerwâlen
· Teroelster Sipen
· Unlân fan Jelsma
· Van Asperen einekoaien
· Warkumermar
· Warkumerwaard
· 't West
· Wilhelmina-oard
· Ychtenerfeanpolder